# Liste des lacs en Libye
La liste des lacs en Libye répertorie la liste non exhaustive des lacs en  République libyenne.

## Lacs principaux selon leurs types
Le lac Gaberoun, situé dans la région méridionale de la Libye, à proximité du désert du Sahara, est un point de convergence pour un écosystème unique, avec des liens étroits avec les communautés humaines qui l'entourent. Il abrite de nombreuses espèces d'oiseaux. Sa superficie varie en fonction des précipitations, il peut atteindre jusqu'à 250 km². Il est entouré de paysages désertiques spectaculaires.